# Grand Prix automobile de Grande-Bretagne 2001
GP précédent GP suivant
Le Grand Prix automobile de Grande-Bretagne 2001 (2001 Foster's British Grand Prix), disputé sur le circuit de Silverstone le 15 juillet 2001, est la 674e épreuve du championnat du monde de Formule 1 courue depuis 1950 et la onzième manche du championnat 2001.

## Classement
| Pos. | No | Pilote                | Écurie           | Tours | Temps/Abandon                      | Grille | Points |
| ---- | -- | --------------------- | ---------------- | ----- | ---------------------------------- | ------ | ------ |
| 1    | 3  | Mika Häkkinen         | McLaren-Mercedes | 60    | 1 h 25 min 33 s 770 (216,262 km/h) | 2      | 10     |
| 2    | 1  | Michael Schumacher    | Ferrari          | 60    | + 33 s 646                         | 1      | 6      |
| 3    | 2  | Rubens Barrichello    | Ferrari          | 60    | + 59 s 281                         | 6      | 4      |
| 4    | 6  | Juan Pablo Montoya    | Williams-BMW     | 60    | + 1 min 08 s 772                   | 8      | 3      |
| 5    | 17 | Kimi Räikkönen        | Sauber-Petronas  | 59    | + 1 tour                           | 7      | 2      |
| 6    | 16 | Nick Heidfeld         | Sauber-Petronas  | 59    | + 1 tour                           | 9      | 1      |
| 7    | 11 | Heinz-Harald Frentzen | Jordan-Honda     | 59    | + 1 tour                           | 5      |        |
| 8    | 10 | Jacques Villeneuve    | BAR-Honda        | 59    | + 1 tour                           | 12     |        |
| 9    | 18 | Eddie Irvine          | Jaguar-Ford      | 59    | + 1 tour                           | 15     |        |
| 10   | 14 | Jos Verstappen        | Arrows-Asiatech  | 58    | + 2 tours                          | 17     |        |
| 11   | 22 | Jean Alesi            | Prost-Acer       | 58    | + 2 tours                          | 14     |        |
| 12   | 19 | Pedro de la Rosa      | Jaguar-Ford      | 58    | + 2 tours                          | 13     |        |
| 13   | 7  | Giancarlo Fisichella  | Benetton-Renault | 58    | + 2 tours                          | 19     |        |
| 14   | 15 | Enrique Bernoldi      | Arrows-Asiatech  | 58    | + 2 tours                          | 20     |        |
| 15   | 8  | Jenson Button         | Benetton-Renault | 58    | + 2 tours                          | 18     |        |
| 16   | 21 | Fernando Alonso       | Minardi-European | 57    | + 3 tours                          | 21     |        |
| Abd. | 5  | Ralf Schumacher       | Williams-BMW     | 36    | Moteur                             | 10     |        |
| Abd. | 23 | Luciano Burti         | Prost-Acer       | 6     | Moteur                             | 16     |        |
| Abd. | 4  | David Coulthard       | McLaren-Mercedes | 2     | Sortie de piste                    | 3      |        |
| Abd. | 12 | Jarno Trulli          | Jordan-Honda     | 0     | Collision                          | 4      |        |
| Abd. | 9  | Olivier Panis         | BAR-Honda        | 0     | Sortie de piste                    | 11     |        |
| Nq.  | 20 | Tarso Marques         | Minardi-European |       | Non qualifié                       |        |        |

## Pole position et record du tour
- Pole position : Michael Schumacher en 1 min 20 s 447 (vitesse moyenne : 230,015 km/h).
- Meilleur tour en course : Mika Häkkinen en 1 min 23 s 405 au 34e tour (vitesse moyenne : 221,857 km/h).

## Tours en tête
- Michael Schumacher : 4 (1-4)
- Mika Häkkinen : 53 (5-21 / 25-60)
- Juan Pablo Montoya : 3 (22-24)

## Statistiques
- 19e victoire pour Mika Häkkinen.
- 133e victoire pour McLaren en tant que constructeur.
- 38e victoire pour Mercedes en tant que motoriste.